# Bozovics község
Bozovics község (románul: Comuna Bozovici) község Krassó-Szörény megyében, Romániában. Központja Bozovics, beosztott falvai Ménesvölgy, Ponyászkatelep, Prilipec.

## Népessége
A 2011-es népszámlálás adatai alapján a község népessége 2924 fő volt.